# حداد
الحِداد هو الحزن على وفاة شخص ما. كما تستخدم كلمة حداد لوصف مجموعة سلوكيات ثقافية تمارس أو متوقع أن تمارس لتوديع الفقيد. يعد ارتداء ملابس سوداء قاتمة ممارسة متبعة في كثير من البلدان.
وفي الشريعة الإسلامية لا يجوز رفع الصوت بالنياحة ولا لطم الخدود ولا شق الجيوب.

## مدة الحِداد
ومدة الحِداد ثلاثة أيام في أغلب الديانات، وفي الدين الإسلامي فيه تفصيل كما ورد في القرآن : 

أولا: مدة الإحداد على غير الزوج وردت الأحاديث النبوية ناصة على أن الإحداد على غير الزوج ثلاث ليال فقط. قال النبي: (لا يحل لامرأة تؤمن بالله واليوم الآخر أن تحد على ميت فوق ثلاث).
ثانياً: مدة حِداد الزوجة على زوجها المتوفى: يعتمد على حالة المرأة إذا كانت حائلاً (غير حامل) أو حاملاً: فالزوجة غير الحامل عدتها أربعة أشهر وعشرا لقوله تعالى ﴿  وَالَّذِينَ يُتَوَفَّوْنَ مِنكُمْ وَيَذَرُونَ أَزْوَاجًا يَتَرَبَّصْنَ بِأَنفُسِهِنَّ أَرْبَعَةَ أَشْهُرٍ وَعَشْرًا﴾، أو أن تكون الزوجة حاملاً فمدة حِدادها تنتهي بوضع الحمل لقوله تعالى: ﴿ وَأُولاتُ الْأَحْمَالِ أَجَلُهُنَ أَنْ يَضَعْنَ حَمْلَهُنَ﴾ فالآية دالة على أن كل حامل أجلها وضع الحمل.

## ما يلزم المرأة اجتنابه أثناء الحداد
في الدين الإسلامي تجتنب الزوجة أثناء مدة الحِداد لوفاة زوجها الزينة ولبس المصبوغ الجميل والطيب ونحوه، وأن تلزم بيتها فلا تخرج إلا لحاجة. وارتبط الحداد بشكل عام بالسواد ولبس الملابس السوداء كما يوصى بتعزية أهل المتوفي لثلاثة أيام ثم تعود الحياة بعدها لطبيعتها. وليس في الدين الإسلامي دليل ينص على لبس المرأة للسواد أثناء فترة الحداد.

## روابط خارجية
- Victorian mourning garb at Morbid Outlook.
- The Jewish Way in Death and Mourning By Maurice Lamm
- To Those Who Mourn a Christian view by ماكس هينديل
- Beyond The Broken Heart a Christian view by Julie Yarbrough
- Free info on Jewish customs related to death, mourning, Kaddish, shiva, yahrtzeilt, the hil, & the afterlife
- What Is Love without Mourning? Male Intimacies and Cultures of Loss An article that considers the importance of mourning in respect of male same-sex intimate relationships